# Shane Lechler
Edward Shane Lechler (født 7. august 1976 i East Bernard, Texas, USA) er en amerikansk footballspiller, der spiller i NFL som punter for Houston Texans. Han har spillet i NFL siden år 2000, og har tidligere repræsenteret Oakland Raiders.
Lechler regnes som en af de mest stabile puntere i ligaen, og er hele syv gange blevet udtaget til Pro Bowl, NFL's All Star-kamp. Han var desuden en del af det Oakland Raiders-hold der i 2003 tabte Super Bowl XXXVII til Tampa Bay Buccaneers.

## Klubber
- 2000-2012: Oakland Raiders
- 2013-: Houston Texans